# ФК Нанси
ФК Нанси (фр. Association sportive Nancy-Lorraine) је француски фудбалски клуб из града Нанси и тренутно игра у Другој лиги Француске, пошто је у сезони 2012/13. испао из Прве лиге. Клуб је основан 1967. године и домаће утакмице игра на стадиону Марсел Пикот.